# Nosopsyllus incisus
Nosopsyllus incisus är en loppart som först beskrevs av Jordan et Rothschild 1913.  Nosopsyllus incisus ingår i släktet Nosopsyllus och familjen fågelloppor. Inga underarter finns listade i Catalogue of Life.